# Reina Prinsen Geerligs-priset
Reina Prinsen Geelring-priset (Reina Prinsen Geerligsprijs ) var ett nederländskt litteraturpris som delades ut årligen fram till 1979. Priset inrättades 1946 av den under andra världskriget avlidna författarinnan Reina Prinsen Geerligs (1922-1943) föräldrar, för att hålla henne i åminne. Priset delades ut till unga litteratörer i åldern 20 till 25 år. Priset har tilldelats bl.a. Harry Mulisch, Gerard Reve, Bernlef, Remco Campert och Leon de Winter.

## Pristagare
- 1979 - Leon de Winter, De (ver)wording van de jongere Dürer
- 1978 - ej utdelat
- 1977 -
- 1976 - Jotie T'Hooft, Junkieverdriet
- 1976 - Oek de Jong, De handen van Moeskops
- 1975 -
- 1974 -
- 1973 - Frans Kusters, Jouw goedheid
- 1972 - Willem Jan Otten, Een zwaluw vol zaagsel
- 1971 -
- 1970 - Arie van den Berg, Mijn broertje kende nog geen kroos
- 1969 -
- 1968 - Hans Vlekvoor, Een warm hemd voor de Winter
- 1967 - Eddy van Vliet, Duel
- 1966 - ej utdelat
- 1965 - Henk van Kerkwijk, Geweer met terugslag
- 1964 - Kees Holierhoek, Slow -quick -quick -slow
- 1963 -
- 1962 - Steven Membrecht, Het einde komt vanzelf
- 1961 - Peter van Gestel, Vier verhalen
- 1960 - A.P. van Hoek, Duitsland nu
- 1959 - Bernlef, Kokkels
- 1958 -
- 1957 -
- 1956 - Winny Pendèl, Ik ga weg tot ziens
- 1955 - W.G. Klooster, Zonder het genadige einde
- 1954 - Henk Meijer, Consternatie
- 1953 - Remco Campert, Berchtesgaden
- 1953 - Ellen Warmond, Proeftuin
- 1952 - Kees Stempels, De glazen bol
- 1951 - Harry Mulisch, Archibald Strohalm
- 1950 - Jan Blokker, Séjour
- 1949 - Willem Wittkampf, Het kanon
- 1948 - Mies Bouhuys, Ariadne op Naxos
- 1947 - Simon van het Reve, De avonden